# Мужская сборная Непала по баскетболу 3×3
Мужская сборная Непала по баскетболу 3×3 представляет Непал на международных соревнованиях по баскетболу 3×3. Управляющим органом является Баскетбольная ассоциация Непала.
По состоянию на 28 августа 2024, мужская сборная Непала по баскетболу 3×3 занимает 173-е место в мировом рейтинге ФИБА мужских сборных по баскетболу 3×3.

## Результаты выступлений
| Турнир                           | Золото | Серебро | Бронза | Всего |
| -------------------------------- | ------ | ------- | ------ | ----- |
| Чемпионат мира по баскетболу 3×3 | —      | —       | —      | —     |
| Чемпионат Азии                   | —      | —       | —      | —     |
| Азиатские игры                   | —      | —       | —      | —     |
| Итого                            | —      | —       | —      | —     |

### Чемпионат мира по баскетболу 3x3
| Год        | Место          | Игры           | Победы         | Поражения      | Состав команды                                             |
| ---------- | -------------- | -------------- | -------------- | -------------- | ---------------------------------------------------------- |
| Афины 2012 | 24             | 5              | 0              | 5              | Rajiv Joshi, Rabin Khatri, Binod Maharjan, Sadhish Pradhan |
| 2014—н. в. | не участвовали | не участвовали | не участвовали | не участвовали | не участвовали                                             |

### Чемпионат Азии по баскетболу 3x3
| Год        | Место          | Игры           | Победы         | Поражения      | Состав команды                                                  |
| ---------- | -------------- | -------------- | -------------- | -------------- | --------------------------------------------------------------- |
| Доха 2013  | 9              | 3              | 0              | 3              | Sailesh Khadgi, Shyam Hari Poudel, Ayush Singh, Rikesh Shrestha |
| 2017—н. в. | не участвовали | не участвовали | не участвовали | не участвовали | не участвовали                                                  |

### Азиатские игры
| Год           | Место          | Игры           | Победы         | Поражения      | Состав команды                                                    |
| ------------- | -------------- | -------------- | -------------- | -------------- | ----------------------------------------------------------------- |
| Джакарта 2018 | 14             | 5              | 2              | 3              | Nischal Maharjan, Mabindra Bhandari, Ajay Kushwaha, Ashish Basnet |
| 2022          | не участвовали | не участвовали | не участвовали | не участвовали | не участвовали                                                    |